# 半衰期：衰变
《半衰期：衰变》是《半衰期》的一个扩展包，由Gearbox Software开发且由雪乐山娱乐发行，作为PlayStation 2版半衰期的扩展内容于2001年11月14日发行。他是半衰期的第三个扩展包，和他的前任（半衰期：蓝色行动）一样，《衰变》将回到半衰期的原始故事情节，尽管游戏的视角被设计为两个不同的角色：两个工作在黑山研究所的科学家。《衰变》是一款多人合作游戏，被设计为需要2个玩家其心协力才能通过游戏关卡。
《衰变》并不是十分成功，但仍然收到了一些正面评价。许多评论者认为游戏的多人合作模式很有趣，不过游戏中过多的难题仍旧减低了玩家的游戏体验。在2008年9月，一群乌克兰开发者将该游戏移植到了Windows平台，并作为半衰期的一个MOD发布。

## 游戏玩法

《衰变》是半衰期系列中的唯一一个多人合作游戏，《衰变》默认运行于分屏模式。

和半衰期系列的其他游戏相同，《衰变》依旧是一个第一人称射击游戏。《衰变》要求2个玩家合作来完成战斗和游戏中的种种难题。然而，《衰变》不同于之前的两个扩展包《半衰期：针锋相对》和《半衰期：蓝色行动》，游戏是基于多人合作模式的。这要求玩家通力合作来完成关卡并且完成游戏中的谜题，尽管游戏打算让两个玩家在分屏模式中进行游戏，但是游戏仍能在只有一个玩家的情况下进行，如果这样，那么玩家只能同时控制一个角色，但是可以在两个角色之间快速切换。当角色不被使用时，角色能够自己保护自己，但不会移动自己的位置。
在半衰期中，玩家常常独自战斗并且很少能遇到能够帮助玩家的非玩家角色，例如保安和科学家。然而《衰变》仍在部分关卡使用这个模式，但在《衰变》中的部分重要关卡则需要玩家和NPC角色通力合作才能完成，通常是将他们护送到其他地点或者在交火中保护他们。大量来自半衰期中的敌人仍将出现在游戏中，包括外星生物例如头蟹和弗地冈人，当然也包括用来对付外星威胁的人类士兵。玩家只能使用半衰期中的部分武器。尽管衰变在《半衰期：蓝色行动》之后发行，但是没有任何蓝色偏移中的武器或者NPC出现在游戏中。
衰变是半衰期系列中唯一一个将游戏过程划分为独立章节的游戏（其他的游戏除了loading之外不会打断游戏进程），每章游戏都需要玩家执行一个特定的目标，而不是同系列其他游戏那样拥有一个不被打断的故事主线。游戏将会根据玩家的表现对玩家评分，评分标准从“A”到“F”，评价内容包括玩家使用武器时的准确度，杀敌数量，以及在执行任务时受到的伤害。如果玩家在游戏的九个章节中都获得“A”的评价，那么玩家将有机会进入特别奖励关卡，在奖励关卡中玩家将会扮演两个弗地冈人，同时也可以在半衰期原始游戏的PS2版中扮演弗地冈人。

## 概要

Colette Green和Gina Cross于《衰变》中；《衰变》拥有半衰期系列中最高的模型质量和画质。

### 设定
《衰变》设置在与半衰期相同的时空。半衰期发生在一个叫黑山研究所的研究所里，位于新墨西哥州的深处。在半衰期中，玩家将会扮演戈登·弗裡曼，一个被卷入突然开启通往Xen时空隧道事件的科学家，事件之后大批Xen生物被传送到地球并开始袭击研究所。玩家将会引导弗裡曼逃出研究所并关闭时空隧道，最终弗裡曼将会被传送到Xen以便完成任务。像之前的扩展包，《衰变》从与半衰期从不同的视角来展示该事件。在《衰变》中，玩家将会扮演Colette Green和Gina Cross，2个和弗裡曼工作在同一个实验室的科学家，他们在实验室中分析反常材料和收集自Xen的生物以便进行时空传送实验。当实验引起外星生物入侵后，Green和Cross必须和艾薩克·克萊納以及罗森博格博士一起，来防止研究所中的事件继续恶化。

### 剧情
《衰变》的剧情开始于Gina Cross和Colette Green到达反常材料分析实验室时并且会见了凯勒博士, 当时凯勒博士已经准备好了分析那份反常的水晶样本（也就是在半衰期中引起时空错乱的那块）。尽管罗森伯格博士极力反对这次实验，因为这次实验已经超出了设备的设计极限。但Cross和Green仍然为弗里曼博士准备好了实验。当弗里曼把水晶推入分析器的时候，最后还是发生了层叠共振。这次事故不仅使黑山研究所受到了极大的破坏，而且还使很多来自Xen的生物被时空传送到了地球。凯勒博士和罗森伯格博士认为凭借黑山研究所根本无法自己应付如此巨大的灾难，所以他们便请求美军支援。Cross和Green将罗森伯格博士传送到了地面以便和军方取得联系。然而，军队不仅被命令处理现在研究所内的状况，而且更被下令杀死研究所内的所有科学家。罗森博格博士选择留下来等待军队到来，Cross和Green则返回科勒博士处。
当和凯勒博士重新团聚之后，Cross和Green便开始尝试关闭时空的裂缝以便防止Xen的生物继续入侵地球。当修复了防止裂缝扩大的设备之后，凯勒博士便让Cross和Green准备卫星的运作。（也就是在《半衰期》中弗里曼为了减小层叠共振效应而发射的那颗卫星。）在卫星激活之后，凯勒博士便让Cross和Green激活一个很古老的设备，一个偏移信标，这个信标也许能通过卫星彻底关闭时空裂缝。然而，当激活信标之后，两位主角便陷入了无休止的“时空乱流”中，即一个被裂缝引起的时空扭曲。在逃出乱流之后，凯勒博士便对他们的成功表示祝贺。
一个可解锁的弗地冈人任务揭示了橘黄色水晶是如何被《半衰期》中造成时空裂缝的装置所使用。在衰变中这些水晶被弗地冈人收回并且用在了弗里曼与尼赫伦斯的最终頭目战中。两个由玩家操控的弗地冈人将在黑山研究所中与美國海军陆战队和黑衣刺客部队作战以便找回放在一辆军事货车上的橘黄色水晶。在玩家寻回水晶后屏幕将会祝贺玩家取得成功，这暗示尼赫伦斯最后将两个弗地冈人传送回Xen，并将它们寻获的水晶安装到自己的巢穴里。

## 开发
一个多人合作版的半衰期最初由雪乐山娱乐于2000年11月向公众宣布PS2版《半衰期》时提及，但在当时，对于如何实现一个多人合作版的半衰期仍旧不是很明确。Gearbox Software则仍旧在研究多人合作版的最佳游戏人数。在E3 2001上，游戏正式命名为《衰变》，然而在E3上只向公众展示了PS2版的《半衰期》，但也确认游戏的人数是2人。同时也展示了游戏将会使用的新模型，这些模型来自于《半衰期：蓝色行动》中的“高清晰度包”（High Definition pack），拥有更多的多边形以及更精良的动画，以及面部表情等新技术。在衰变中，模型的清晰度被进一步增强，是高清晰度包的两倍。在E3结束一个月后又发布了一系列的截图和演示。在2001年8月18日，雪乐山娱乐宣布游戏已经“接近完成”，而且将会在近期内提交PS2的开发商Sony进行最后的验证。2001年10月30日，《半衰期》和《衰变》的PS2版宣布完工，然后于2001年11月14日正式发布。
在2005年10月，一群乌克兰程序员开始把衰变移植到Windows，并打算作为Steam版和WON版《半衰期》的一个遊戲模組发布。这次移植依赖于寻找对PS2版文件的解码方法，只有这样才能把游戏移植到Windows。在2007年11月发布了测试版，并且在2008年9月23日正式对外发布最终版。这次移植收到了比较好的评价。Gamespy认为衰变没有发布PC版是一件很大的遗憾，这次移植把这唯一没有在Windows上发行的半衰期扩展包补上了，而且甚至加入了PS2版没有的功能，例如网络联机。